# Melchor Ocampo kommun, delstaten Mexiko
Melchor Ocampo är en kommun i Mexiko grundad den 27 november 1917. Den ligger i delstaten Mexiko, i den centrala delen av landet, cirka 30 kilometer norr om huvudstaden Mexico City. Huvudorten i kommunen heter också Melchor Ocampo. Kommunen ingår i Mexico Citys storstadsområde och hade 61 220 invånare år 2020, en ökning från de 50 240 invånare som rapporterades vid folkmätningen 2010. Kommunens area är 17,78 enligt statens statistikbyrå.
Kommunen (och staden) är döpt i den mexikanska politikern Melchor Ocampos ära. Innan kommunen grundades hörde dess yta till kommunerna Tultepec och Tlaxomulco.